# ألفا آدامز
ألفا آدامز (بالإنجليزية: Alva Adams) (14 مايو من سنة 1850—1 نوفمبر من سنة 1922) كان أحد السياسيين الأمريكيين ينتمي إلى الحزب الديمقراطي ولد آدامز في ولاية ويسكنسن الأمريكية. كان ألفا آدامز قد شغل منصب حاكم ولاية كولورادو الأمريكية ثلاث مرات المرة الأولى كانت ما بين عامي 1887 إلى عام 1889 والمرة الثانية كانت من عام 1897 إلى عام 1899 والمرة الثالثة كانت ما بين 10 يناير من سنة 1905 إلى 17 مارس من نفس السنة توفي ألفا آدامز في سنة 1 نوفمبر من سنة 1922 ولاية ميشيغان الأمريكية.